# فدريكو ديليا
فيدريكو ديليا (بالإسبانية: Federico D'Elía) هو ممثل أرجنتيني ولد في 4 أكتوبر عام 1966 م. مثل في المسلسل لوس سيمولادورس أو المدعون، وهو المسلسل الذي حاز على جائزة مارتن فييرو الذهبية.

## روابط خارجية
- فدريكو ديليا على موقع IMDb (الإنجليزية)
- فدريكو ديليا على موقع قاعدة بيانات الفيلم (الإنجليزية)